# Кам'янка (Оліївська сільська громада)
Ка́м'янка — село в Україні, в Оліївській сільській територіальній громаді Житомирського району Житомирської області. Населення становить 602 особи (2001). Відстань до райцентру становить 11 км і проходить автошляхом місцевого значення.
Назва села походить від назви річки Кам'янка, що протікає через село.

## Населення

### Мова
Розподіл населення за рідною мовою за даними перепису 2001 року:
| Мова       | Кількість | Відсоток |
| ---------- | --------- | -------- |
| українська | 582       | 96.68 %  |
| російська  | 20        | 3.32 %   |
| Усього     | 602       | 100 %    |

## Історія
Поруч з селом знаходиться поселення доби неоліту.
Село згадується в документі щодо крадіжки коней від 5 липня 1609 р.
У 1869 р. було відремонтовано стару церкву Святого Димитрія. До парафії належало село Павшанка.
У 1906 році село Черняхівської волості Житомирського повіту Волинської губернії. Відстань від повітового міста 9 верст, від волості 14. Дворів 58, мешканців 332.
Село постраждало внаслідок геноциду українського народу, проведеного урядом СССР 1932—1933.
Було центром Кам'янської сільської ради.
14 липня 2017 року включене до складу новоутвореної Оліївської сільської територіальної громади Житомирського району Житомирської області.